# 山商リフォームサービス
山商リフォームサービス（やましょうりふぉーむさーびす）は、マンションや戸建住宅のリフォームを行う日本の株式会社。

## 概要
1977年12月に生花等の小売にて設立され、1980年に商号及び目的変更並びに本店移転等を経て、1992年に「山商リフォームサービス株式会社」としてスタート。
東京都に本社を置き、一般住宅のリフォーム全般を担う企業。
主に東京都、埼玉県、千葉県、神奈川県の一都三県に12店舗で事業を展開。

空間の無駄を省き、収納に注力し、部屋を広く使えるよう、
無駄を省く、という意味の「レスデザイン」というブランド、
独自の施工体制で顧客の立場に立ちきる力、という意味の「正しいリフォーム100％へ」というブランド、
この二つのブランディングにより他社との差別化を図る。

専業系リフォーム会社にあって、健全な財務内容で、この数年来自己資本比率は40％を超え安定財務である。

## 沿革
・1977年12月-足立区竹ノ塚にて、山﨑晶弘が株式会社ヤマザキヤ（花卉販売）を資本金200万円で設立
・1983年5月-本社を越谷市千間台西に移転、山商株式会社に社名変更、リフォーム事業を開始
・1989年3月-資本金を800万円に増資
・1990年1月-埼玉県知事建設業許可取得
・1992年8月-国土交通大臣建設業許可取得
・1992年11月-足立区竹ノ塚の新本社ビル完成に伴い本社を移転、竹ノ塚店を併設、山商リフォームサービス株式会社に社名変更、資本金を3,000万円に増資
・2003年1月-せんげん台店を春日部市中央に移転、春日部店に改称、竹ノ塚店を城北東店と城北西店に分割
・2003年4月-柏市豊四季に柏店開設
・2004年3月-春日部店を同市大沼に移転
・2005年9月-朝霞市浜崎に朝霞店開設
・2005年11月-船橋市本郷町に船橋店開設
・2007年2月-目黒区南に城南店開設
・2008年3月-国分寺市西恋ヶ窪に武蔵野店開設、春日部店を越谷市七左町に南越谷ビル完成に伴い越谷店として移転
・2009年3月-横浜市港北区日吉本町に横浜港北店開設
・2010年1月-横浜市戸塚区戸塚町に横浜港南店開設
・2011年1月-町田市森野に町田店開設
・2012年1月-千葉市中央区新町に千葉店開設
・2012年10月-千葉店を船橋店と統合
・2013年1月-新宿区西新宿に城南店を移転し中央東店と改称、併せて中央西店を開設
・2013年2月-8044`sカレッジ開講
・2013年8月-浅草ビューホテル似て創業30周年式典を開催
・2015年1月-正しいリフォーム100％へ発表
・2015年10月-レスデザイン発表
・2019年5月-東京都知事宅地建物取引業免許取得
・2019年8月-浅草ビューホテル似て創業35周年式典を開催
・2021年11月-柏店を松戸市新松戸南に移転、松戸店に改称
・2022年4月-浅草ビューホテルにて社長交代式典開催
・2022年4月-山﨑晶弘が取締役会長に、統括本部長熊谷和樹が代表取締役に就任
・2022年10月-住生活月間に当たり、国土交通大臣より取締役会長山﨑晶弘がその功績に於いて表彰を受賞

## 加盟団体
- （社）日本住宅リフォーム産業協会
- （社）ベターライフリフォーム協会
- 住宅リフォーム推進協議会
- 東京都既存住宅流通促進事業者
- LIXILリフォームネット
- TOTO リモデルクラブ
- クリナップ 水まわり工房
- ノーリツ ハウレッシュ
- TOCLAS リフォームクラブ
- YKKAP MADOショップパートナー